# Dorfen (Burgkirchen an der Alz)
Dorfen ist ein Gemeindeteil der Gemeinde Burgkirchen an der Alz und eine Gemarkung im oberbayerischen Landkreis Altötting.
Der Weiler liegt gut sechs Kilometer südlich des Zentrums von Burgkirchen an der Alz auf freier Feldflur und auf einer Höhe um 485 m ü. NHN. Er besteht aus vier Anwesen (2021) nordöstlich der Gemeindestraße zwischen der Staatsstraße 2357 und der Kreisstraße TS 10 in Asten.

## Geschichte
Bis 1970 bestand die Gemeinde Dorfen im Landkreis Altötting. Bei der Volkszählung 1961 hatte sie 73 Wohngebäude in 34 Orten und 384 Einwohner auf einer Gemeindefläche von 1027,22 Hektar. Die Eingemeindung nach Burgkirchen erfolgte am 1. Januar 1970.